# Georgenschwimmbach
Georgenschwimmbach ist ein Gemeindeteil des Marktes Frontenhausen im niederbayerischen Landkreis Dingolfing-Landau. Bis 1978 war der Ort Gemeindeteil der Gemeinde Rampoldstetten.

## Geographie und Verkehrsanbindung
Das Kirchdorf liegt ca. drei Kilometer südlich des Kernortes Frontenhausen.

## Geschichte
Auf die lange Besiedlungsgeschichte weist der Burgstall der Burg Lichtenegg in der Nähe hin. Die Kirche St. Georg wurde im 14./15. Jahrhundert erbaut. Georgenschwimmbach war Teil der Gemeinde Rampoldstetten, die durch das bayerische Gemeindeedikt 1818 begründet worden war. Am 1. Mai 1978 wurde die bis dahin selbständige Gemeinde Rampoldstetten mit Georgenschwimmbach nach Frontenhausen eingegliedert.

## Kirche
- Katholische Filialkirche St. Georg: kleiner Saalbau mit eingezogenem Chor und Dachreiter, 14./15. Jahrhundert, barockisiert; mit Ausstattung[3]